# Тополница (Македонски Брод)
Тополница (мкд. Тополница) је насеље у Северној Македонији, у средишњем делу државе. Тополница припада општини Македонски Брод.

## Географија
Насеље Тополница је смештено у средишњем делу Северне Македоније. Од седишта општине, градића Македонски Брод, насеље је удаљено 25 km северно.
Рељеф: Тополница се налази у области Порече, која обухвата средишњи део слика реке Треске. Дато подручје је изразито планинско. Село се налази у долини леве притоке реке Треске. Западно од насеља уздиже се планина Песјак. Надморска висина насеља је приближно 610 метара.
Клима у насељу је континентална.

## Историја
Почетком 20. века, као и Порече, становништво Тополнице је било наклоњено српској народној замисли, па се месно становништво у изјашњавало Србима.

## Становништво
По попису становништва из 2002. године, Тополница је имала 36 становника.
Претежно становништво у насељу су етнички Македонци (92% према последњем попису), а остало су Срби.
Већинска вероисповест у насељу је православље.